# 다히 바라
다히 바라(힌디어: दही वड़ा)는 바라에 다히를 부어 만든 남아시아 음식이다.

## 이름
지역에 따라 다히 바데(마라티어: दही वडे), 다히 바라(힌디어: दही वड़ा), 다힝 바라(펀자브어: ਦਹੀਂ ਵੜਾ), 다힝브다(구자라트어: દહીંવડા), 도이 보라(벵골어: দই বড়া), 도히보라(오리야어: ଦହିବରା), 모사루 바데(칸나다어: ಮೊಸರು ವಡೆ), 아바달루(텔루구어: ఆవడలు) 등으로 불린다.

## 같이 보기
- 다히 푸리